# Ярва-Яані (волость)
Я́рва-Я́ані (ест. Järva-Jaani vald) — волость в Естонії, одиниця самоврядування в повіті Ярвамаа з 26 вересня 1991 до 21 жовтня 2017 року.

## Географічні дані
Площа волості — 126 км2, чисельність населення на 1 січня 2017 року становила 1525 осіб.

## Населені пункти
Адміністративний центр — містечко Ярва-Яані (Järva-Jaani alev).
На території волості також розташовувалися 9 сіл (küla): Каґавере (Kagavere), Каріну (Karinu), Куксема (Kuksema), Метсла (Metsla), Метстаґузе (Metstaguse), Рамма (Ramma), Селікюла (Seliküla), Ялалипе (Jalalõpe), Ялґсема (Jalgsema).

## Історія
26 вересня 1991 року Ярва-Яаніська сільська рада перетворена у волость зі статусом самоврядування.
22 червня 2017 року Уряд Естонії постановою № 96 затвердив утворення нової адміністративної одиниці — волості Ярва — шляхом об'єднання територій семи волостей зі складу повіту Ярвамаа: Албу, Амбла, Імавере, Ярва-Яані, Кареда, Коеру та Койґі. Зміни в адміністративно-територіальному устрої, відповідно до постанови, мали набрати чинності з дня оголошення результатів виборів до волосної ради нового самоврядування.
15 жовтня 2017 року в Естонії відбулися вибори в органи місцевої влади. Утворення волості Ярва набуло чинності 21 жовтня 2017 року. Волость Ярва-Яані вилучена з «Переліку адміністративних одиниць на території Естонії».